# عبدالله الحجری
عبدالله الحجری (عربی: القاضي عبدالله الحجري؛ ۱ ژانویهٔ ۱۹۱۱ – ۱۰ آوریل ۱۹۷۷) سیاستمدار اهل یمن بود. وی از ۳۰ دسامبر ۱۹۷۲ تا ۱۰ فوریه ۱۹۷۴ نخست‌وزیر جمهوری عربی یمن بود.
عبدالله الحجری در ۱۰ آوریل ۱۹۷۷، در سن ۶۶ سالگی در لندن ترور شد.